# Матео Ренци
Матѐо Рѐнци (на италиански: Matteo Renzi) е италиански политик, министър-председател на Италия от 22 февруари 2014 г.  до 12 декември 2016 г. след загуба на референдум за предложени от него конституционни реформи
.
Той е кмет на град Флоренция от 22 юни 2009 г. до неговото посочване като министър-председател от италианския президент Джорджо Наполитано.